# Hanns von Meuffels
Hauptkommissar Hanns von Meuffels ist eine fiktive Person aus der ARD-Krimireihe Polizeiruf 110, die von Matthias Brandt gespielt wird und von 2011 bis 2018 in insgesamt 15 Fällen ermittelte.

## Figur
Hauptkommissar Hanns von Meuffels ermittelt in München. Zunächst wird er von Polizeimeisterin Anna Burnhauser (Anna Maria Sturm) unterstützt, später arbeitet er mehrfach mit Constanze Hermann (Barbara Auer) zusammen, in die er sich verliebt. In seinem letzten Fall steht ihm Nadja Micoud (Maryam Zaree) zur Seite.

## Hintergrund
Matthias Brandt und Anna Maria Sturm lösten Stefanie Stappenbeck (Uli Steiger) und den verstorbenen Jörg Hube (Friedrich Pape) als Ermittlerteam des Bayerischen Rundfunks ab. Anna Maria Sturm verließ die Reihe nach fünf Filmen wieder; seitdem ermittelte Matthias Brandt allein. Sturm stieg aus, da sie von der Rollenentwicklung enttäuscht war: „Ursprünglich zugesagt hatte sie in der Hoffnung auf eine komplexere Figur. Doch schon nach dem ersten oder zweiten Film sei klar geworden, dass Anna Burnhauser vor allem für die „bayerische Farbe“ zuständig gewesen sei.“ In den von Christian Petzold inszenierten Filmen ermittelt von Meuffels mit der von Barbara Auer verkörperten Constanze Hermann.
Matthias Brandt erklärte im Januar 2017, dass er aus dem Format Polizeiruf 110 aussteigen will. Im August 2018 wurde bekannt gegeben, dass ihm Verena Altenberger nachfolgen soll und ab 2019 in der Rolle der Polizeioberkommissarin Elisabeth Eyckhoff in München ermitteln wird.

## Kritik und Auszeichnungen
„Im Sommer 2011 ist Kommissar Hanns von Meuffels nach München gekommen, in den Polizeiruf des BR. Es hat ein paar gute Filme mit ihm gegeben und ein paar sehr gute, sehr unterschiedliche Genres. Spannend ist aber vor allem der Ermittler: Die Figur des Adeligen hat das erlernte Bauprinzip des deutschen Fernsehkrimis umgekehrt. Und das, obwohl erlernte Bauprinzipien im öffentlich-rechtlichen Fernsehen bekanntlich etwa so leicht zu variieren sind wie die Titelmelodie der Tagesschau. […] Hanns von Meuffels ist von vornherein erstmal der Mann ohne Eigenschaften. Doch er handelt, und aus allem, was er tut, kann man sich nach und nach ein Bild davon machen, wie dieser Mann sein könnte.“
Die Folgen Cassandras Warnung, Schuld, Der Tod macht Engel aus uns allen, Morgengrauen und Und vergib uns unsere Schuld wurden alle für den Grimme-Preis in der Kategorie Fiktion nominiert.
2013 wurde der Film Schuld in der Kategorie „Bestes Ensemble“ mit dem Deutschen Schauspielerpreis ausgezeichnet.

## Folgen
| Fall | Folge | Titel                              | Erstausstr.   | Autor                              | Regie               | Partner           | Besonderheiten |
| ---- | ----- | ---------------------------------- | ------------- | ---------------------------------- | ------------------- | ----------------- | --- |
| 01   | 321   | Cassandras Warnung                 | 21. Aug. 2011 | Günter Schütter                    | Dominik Graf        | Anna Burnhauser   | Hamburger Krimipreis 2012 an Dominik Graf. Nominiert für den Grimme-Preis 2012.                                                                               |
| 02   | 322   | Denn sie wissen nicht, was sie tun | 23. Sep. 2011 | Christian Jeltsch                  | Hans Steinbichler   | Anna Burnhauser   | Nominiert für die Wettbewerbe des Fernsehfilm-Festivals Baden-Baden 2011. Aufgrund von Jugendschutzbedenken des BR freitags um 22 Uhr gesendet.               |
| 03   | 328   | Schuld                             | 29. Apr. 2012 | Stefan Kolditz                     | Hans Steinbichler   | Anna Burnhauser   | Deutscher Schauspielerpreis 2013: Bestes Ensemble. Nominiert für den Grimme-Preis 2013.                                                                       |
| 04   | 331   | Fieber                             | 4. Nov. 2012  | Alex Buresch, Matthias Pacht       | Hendrik Handloegten | Anna Burnhauser   | Uraufgeführt am 30. September 2012 beim Filmfest Hamburg |
| 05   | 336   | Der Tod macht Engel aus uns allen  | 14. Juli 2013 | Günter Schütter                    | Jan Bonny           | Anna Burnhauser   | Uraufgeführt am 4. Juli 2013 beim Filmfest München Hamburger Krimipreis 2014 für Jan Bonny. Nominiert für den Grimme-Preis 2014. Letzter Fall mit Burnhauser. |
| 06   | 338   | Kinderparadies                     | 29. Sep. 2013 | Daniel Nocke                       | Leander Haußmann    |                   | |
| 07   | 344   | Morgengrauen                       | 24. Aug. 2014 | Alexander Adolph                   | Alexander Adolph    |                   | Nominiert für den Grimme-Preis 2015. |
| 08   | 345   | Smoke on the Water                 | 19. Okt. 2014 | Günter Schütter                    | Dominik Graf        |                   | |
| 09   | 351   | Kreise                             | 28. Juni 2015 | Christian Petzold                  | Christian Petzold   | Constanze Hermann | |
| 10   | 355   | Und vergib uns unsere Schuld       | 17. Jan. 2016 | Alex Buresch, Matthias Pacht       | Marco Kreuzpaintner |                   | Nominiert für den Grimme-Preis 2017. |
| 11   | 358   | Wölfe                              | 11. Sep. 2016 | Christian Petzold                  | Christian Petzold   | Constanze Hermann | |
| 12   | 360   | Sumpfgebiete                       | 27. Nov. 2016 | Holger Karsten Schmidt             | Hermine Huntgeburth |                   | |
| 13   | 363   | Nachtdienst                        | 7. Mai 2017   | Ariela Bogenberger, Astrid Ströher | Rainer Kaufmann     |                   | |
| 14   | 370   | Das Gespenst der Freiheit          | 19. Aug. 2018 | Günter Schütter                    | Jan Bonny           |                   | |
| 15   | 374   | Tatorte                            | 16. Dez. 2018 | Christian Petzold                  | Christian Petzold   | Constanze Hermann | Uraufgeführt am 18. November 2018 bei HEIMSPIEL – Das Regensburger Filmfest                                                                                   |